# Prawa socjalne
Prawa socjalne – zespół uprawnień regulowanych aktami normatywnymi oraz przysługujących każdemu obywatelowi, jedna z generacji praw człowieka.
Prawa socjalne nakładają na państwo obowiązek zaspokojenia określonych potrzeb obywatela. Należą do nich między innymi:
- prawo do wynagrodzenia za pracę
- prawo do urlopu
- prawo do ochrony zdrowia
- prawo do pracy w bezpiecznych i higienicznych warunkach
- prawo do zabezpieczenia socjalnego
- prawa do świadczeń socjalnych
- prawo do zatrudnienia
- prawo do mieszkania[2]

Pojęcie prawa socjalnego w polskim dyskursie naukowym
Zainteresowanie zagadnieniem praw socjalnych sprawiło, że pojawiła się potrzeba zdefiniowania tego pojęcia oraz ustalenia jego zakresu.
W polskim dyskursie naukowym zazwyczaj korzysta się z systematyzacji przyjętej przez politykę społeczną.
Określenie prawo socjalne obejmuje wszystkie gałęzie prawa, które w jakikolwiek sposób określają pozycję socjalną obywatela..Należą do nich:
- prawo pracy
- ubezpieczenia społeczne
- pomoc (opieka społeczna)
- zatrudnienie
- ochrona zdrowia
- ochrona prawa do mieszkania[3]

Pojęcie prawa socjalnego w europejskim dyskursie naukowym
Niemieckie Sozialrecht
Niemieckie określenie Sozialrecht ma nieco inny zakres znaczeniowy niż w przypadku polskiego prawa socjalnego. Zakresem odpowiada części Sozialpolitik (polityki społecznej), jednak różni się sposobem ujęcia tematu; prezentuje bowiem zagadnienia od strony prawniczej (objaśnia i systematyzuje akty normatywne, które regulują Sozialrecht)
W przeciwieństwie do polskiego prawa socjalnego, Sozialrecht zachowuje odrębność od prawa pracy (Arbeitsrecht). Obejmuje takie zagadnienia jak:
- ubezpieczenie społeczne (także prawo do świadczeń leczniczych)
- opieka społeczna
- świadczenia zaopatrznościowe
- promocja i organizacja zatrudnienia
- dokształcanie pracowników
- pomoc dla młodzieży[5]

Prawo socjalne we Francji i Belgii
Pojęcie prawa socjalnego (droit social) we Francji i Belgii różni się od Sozialrecht przede wszystkim zakresem definicyjnym.
Z reguły droit social określa zarówno prawo pracy, jak i prawo ubezpieczenia społecznego. Zdarza się jednak, że pod tym pojęciem rozumie się tylko ubezpieczenia społeczne (z próbami szerszego przedstawienia zagadnienia – z uwzględnieniem praw osób samodzielnie pracujących).
Ponadto we Francji (tak jak w Anglii czy ZSRR) używa się pojęcia prawa zabezpieczenia socjalnego (droit de la securite sociale). Odnosi się ono jednak tylko do różnych form zabezpieczenia socjalnego.